# Der ferne Klang
Der ferne Klang ist eine Oper in drei Akten von Franz Schreker. Die Uraufführung fand 1912 im Opernhaus von Frankfurt am Main statt.

## Handlung

### Kurzfassung
Erster Akt. Das Werk spielt in Deutschland und Venedig um das Jahr 1900. Der junge Komponist Fritz lässt Grete, seine Geliebte, zurück und sucht in der Fremde den „fernen Klang“, der sein künstlerisches Schaffen erfüllen soll. Gretes Vater verspielt im Rausch seine Tochter an den Wirt des Gasthauses „Zum Schwan“. Da Grete den Heiratsantrag des Wirts nicht annehmen will, verlässt sie bei Nacht und Nebel ihr Elternhaus. Zunächst denkt sie an Selbstmord, aber bei der Betrachtung der mondbeleuchteten Landschaft siegt ihr Lebenswille. Sie überlässt sich einer alten Kupplerin, die ihr gefolgt ist.
Zweiter Akt. Jahre darauf feiert Grete, die zu einer bekannten Kurtisane geworden ist, mit ihren Verehrern auf einer Insel vor Venedig ein rauschendes Fest. Der anwesende Graf hat sich unsterblich in Grete verliebt, die ihn aber abblitzen lässt, weil er sie zu stark an Fritz erinnert. Zur Ablenkung ruft sie einen Wettbewerb aus: Wer das schönste Lied vorträgt, darf eine Nacht mit ihr verbringen. Kurz vor Ende des Wettbewerbs erscheint Fritz, dessen Suche nach dem „fernen Klang“ bislang ergebnislos war. Er erkennt Grete, singt von seiner Liebe und wird zum Sieger gekürt. Als er dadurch erkennt, was aus seiner einstigen Angebeteten geworden ist, wendet er sich angewidert von ihr ab. Grete gibt sich in ihrer Verzweiflung dem Grafen hin.
Dritter Akt. Fritz’ Oper „Die Harfe“ fällt bei der Premiere durch. Unter den Zuschauern ist auch Grete, die sich mittlerweile als Straßendirne verdingt. Fritz erkennt zu spät, dass er Grete nicht hätte abweisen dürfen. Als sie zu ihm zurückkehrt, stirbt er an Erschöpfung in ihren Armen.

### Erster Akt
Fritz, ein Komponist, und Grete Graumann, die Tochter eines armen pensionierten Offiziers, sind verliebt. Fritz will Grete heiraten, aber er sagt ihr, dass er vorher ein großes Musikstück schreiben und den geheimnisvollen fernen Klang, den er in sich hört, entdecken muss. Grete versucht vergeblich, ihn zu überreden, bei ihr zu bleiben. Fritz verlässt seine Jugendliebe und macht sich auf die Suche nach dem fernen Klang.
Als Grete zu ihrem Haus zurückkehrt, begegnet sie einer seltsamen alten Frau, die das überraschte Mädchen nach Fritz fragt und verspricht, Grete zu helfen, wenn sie dies wolle. Grete setzt ihren Weg nach Hause fort.
Zurück zu Hause spricht Gretes Mutter, Frau Graumann, mit Grete über die Schulden, die die Familie angehäuft hat. Frau Graumann hat beschlossen, dass Grete, anstatt sich Geld zu leihen, einen Job annehmen soll, um die finanzielle Situation zu verbessern. Grete beschwert sich, dass ihr Vater zu viel trinkt.
Gerade als sie das sagt, kommt Gretes Vater Graumann mit seinen Saufkumpanen, einem Schauspieler und Dr. Vigelius, an. Graumann hat gerade seine Tochter bei einem Würfelspiel an seinen Vermieter verspielt, und sie sind gekommen, um die Schulden einzutreiben. Als Grete sich weigert, wird ihr Vater wütend. Bevor er seiner Tochter Gewalt antun kann, schleppen seine Kameraden Graumann zurück in die Kneipe.
Um ihre Mutter zu beruhigen, tut Grete so, als wäre sie glücklich, den Wirt zu heiraten. Doch als ihre Mutter sie allein im Zimmer lässt, springt sie aus dem Fenster und eilt davon, um Fritz zu finden.
Grete kann Fritz nicht mehr einholen und fällt erschöpft an das Ufer eines Sees. Sie denkt daran, sich zu ertränken, doch dann wird sie sich der Schönheit der nächtlichen Natur bewusst. Sie schläft ein und träumt von ihrer Liebe. Die alte Frau, in Wirklichkeit eine Prostituierte, erscheint wieder und verspricht Grete eine glänzende Zukunft, wenn sie ihr nur folgt.

### Zweiter Akt
Zehn Jahre später ist Grete die gefeierte Königin der Halbwelt auf einer Insel im Golf von Venedig, wo sie in dem berühmten Tanzsalon „La Casa di Maschere“ zu finden ist. Doch trotz ihres Ruhmes und Erfolges denkt sie immer noch an Fritz.
An diesem Tag verspricht sie, das Leiden ihrer Verehrer zu beenden und sich für ihren nächsten Liebhaber zu entscheiden, indem sie ankündigt, dass derjenige, der ihr Herz mit einem Lied am tiefsten berühren kann, sie gewinnen wird. Der Graf singt „In einem Lande ein bleicher König“, ein trauriges, aber schönes Lied, dem die Menge Beifall spendet. Der Chevalier kontert mit „Das Blumenmädchen von Sorrent“, einem unzüchtigen Lied, das das Publikum genießt, da es lautstark mitsingt.
Während Grete sich entscheidet, taucht ein Fremder in der Mitte auf. Es ist Fritz, der Grete sofort erkennt und direkt zu ihr geht. Er erzählt ihr, dass er den fernen Klang, der ihm in den letzten zehn Jahren entgangen ist, nicht gefunden hat und sich stattdessen auf die Suche nach ihr gemacht hat und sie nun zu seiner Frau machen will.
Obwohl Grete immer noch in Fritz verliebt ist und gerne mit ihm zusammen wäre, beschließt sie, ihm zu offenbaren, dass sie eine Kurtisane ist, und fragt ihn dann, ob er sie immer noch heiraten will. Zunächst glaubt er ihr nicht, doch als der Graf ihn zum Duell herausfordert, lehnt Fritz, erschüttert und enttäuscht, das Duell ab und reist ab. Grete stürzt sich in ihrer Verzweiflung in die Arme des Grafen.

### Dritter Akt
Fünf weitere Jahre sind vergangen, und Fritz hat seine Oper Die Harfe fertiggestellt. Bei der Premiere läuft der erste Akt gut, aber der dritte Akt endet mit einem Aufstand des Publikums, weil niemand die Musik mag.
Grete hat inzwischen den Schutz des Grafen verloren und ist nun ein gewöhnliches Straßenmädchen. Sie erfährt von dem Aufruhr und macht sich Sorgen um Fritz. Auf dem Heimweg wird sie von jemandem auf der Straße angesprochen, woraufhin Dr. Vigelius und die Schauspieler, die in einem nahegelegenen Hotel übernachten, auftauchen und sie vor der Belästigung retten. Dr. Vigelius begleitet Grete zu seinem Haus und sagt ihr, dass er es sehr bedauert, dass Graumann seine Tochter verspielt hat.
Fritz sitzt zu Hause, alt und deprimiert. Zu spät erkennt er, dass er nicht nur sein Leben, sondern auch seine Liebe zerstört hat. Vergeblich versucht sein Freund Rudolf, ihn aufzumuntern und erinnert ihn daran, dass noch Zeit ist, die Oper neu zu schreiben. Fritz sagt ihm, dass er am Ende seines Lebens steht und nur noch Grete sehen will, die er törichterweise zweimal weggestoßen hat. Rudolf macht sich auf den Weg, um sie zu suchen, aber Dr. Vigelius kommt stattdessen und bringt Grete mit.
Grete und Fritz fallen sich dankbar in die Arme. Endlich hört der Komponist den fernen Klang, der, wie es scheint, immer in Reichweite war. Freudig beginnt er, einen neuen Schluss für seine Oper zu schreiben, doch bevor er ihn vollenden kann, stirbt er in den Armen seiner Geliebten.

## Gestaltung

### Musik
Mit Der ferne Klang feierte der Komponist Franz Schreker seinen ersten Opernerfolg. Die grundlegenden Elemente seiner besonderen Klangsprache sind deutlich zu erkennen: modulationsreiche und bewegte Harmonik bis an den Rand der Tonalität sowie eine üppige Orchestrierung. Die Singstimmen sind mit einer Belcanto-Intensität nach dem Vorbild Puccinis ausgearbeitet. Die Künstlerproblematik und auch die angedeutete Flucht in Scheinwelten wurden um das Jahr 1900 sehr oft behandelt. Die Figur des Fritz trägt autobiographische Züge. Zur Zeit der Entstehung dieses Werkes war auch Schreker auf der Suche nach dem „reinen Klang“.

### Orchester
Die Orchesterbesetzung der Oper umfasst die folgenden Instrumente:
- Holzbläser: drei Flöten (2. und 3. auch Piccolo), drei Oboen (3. auch Englischhorn), zwei Klarinetten, Bassklarinette (auch Es-Klarinette und Tenorsaxophon), zwei Fagotte, Kontrafagott
- Blechbläser: vier Hörner, drei Trompeten, drei Posaunen, Tuba (auch Kontrabasstuba)
- Pauken, Schlagzeug: große Trommel, kleine Trommel, Becken, Triangel, Glocken, tiefe Glocke, Tamburin, baskische Trommel, Xylophon, Kastagnetten, Glockenspiel
- zwei Harfen
- Klavier, Celesta
- Streicher
- Bühnenmusik auf der Szene: venezianische Musik (Flöte, Klarinette, zwei Hörner, Pauken, Tamburin, Harfe, drei Mandolinen, zwei Gitarren, Streicher), Zigeunermusik (Es-Klarinette (auch kleine Klarinette in D), Zimbal, Streicher)
- Bühnenmusik hinter der Szene: Celesta, Klavier, Harfe ad libitum

## Werkgeschichte
Bei der Uraufführung an der Oper Frankfurt, 1912, spielte und sang der Tenor Karl Gentner (1876–1922) die männliche Hauptrolle des Fritz.

## Diskographie
- 1990: Thomas Moser, Gabriele Schnaut, Victor von Halem, Siegmund Nimsgern, Hans Helm, Roland Hermann, Julia Juon, Barbara Hahn, Gudrun Sieber, Gertrud Ottenhall, Rias Kammerchor, Rundfunkchor Berlin, Radio-Symphonie-Orchester Berlin; Gerd Albrecht (dirigent), CD Capriccio 60 024-2
- 2000: Thomas Harper, Elena Grigorescu, Andreas Haller, Horst Fiehl, Rüdiger Bunse, Erica Pilari, Paul Friess, Marisa Altmann-Althausen, Werner Hahn, Peter Nikolaus Kante, Reinhard Leisenheimer, Hagen Opera Chorus, Hagen Philharmonic Orchestra; Michael Halász (dirigent), CD Naxos NAX 8660074-75